# Hagetaka
Hagetaka – japoński dramat filmowy w reżyserii Keishiego Ōtomy, którego premiera odbyła się w 2009 roku.
Film opowiada o chińskiej grupie finansowej przejmującej słabe firmy. Kiedy zagrożona została japońska spółka, dla jej ochrony wynajęto Masahiko Washizu, który wcześniej zajmował się taką właśnie działalnością.

## Nagrody
| Rok  | Nagroda                              | Kategoria             | Nominacja        | Wynik     |
| ---- | ------------------------------------ | --------------------- | ---------------- | --------- |
| 2010 | Nagroda Japońskiej Akademii Filmowej | Best Actor            | Nao Ōmori        | Nominacja |
| 2010 | Nagroda Japońskiej Akademii Filmowej | Best Supporting Actor | Tetsuji Tamayama | Nominacja |